# Samuel Morse
Samuel Finley Breese Morse (Charlestown, 27 aprile 1791 – New York, 2 aprile 1872) è stato un pittore, inventore e storico statunitense.
Viene ricordato per aver inventato, insieme con l'inventore statunitense Alfred Vail, il telegrafo elettrico e il relativo alfabeto (codice Morse) che da lui prende il nome. Compì anche esperimenti di telegrafia sottomarina via cavo.

## Biografia
Samuel Finley Breese Morse nacque a Charlestown il 27 aprile 1791 e morì a New York il 2 aprile 1872. Primo figlio del geografo e pastore protestante Jedidiah Morse e di Elizabeth Ann Breese, fu animato da aspirazioni artistiche. Completò gli studi all'allora College di Yale (oggi Yale University), dove divenne un pupillo del pittore Washington Allston.
Si trasferì a Londra nel 1811 al seguito di Allston per dedicarsi alla pittura e alla scultura. La sua carriera artistica ebbe vita breve; di lui si ricorda l'Ercole morente e un grande ritratto del marchese La Fayette.

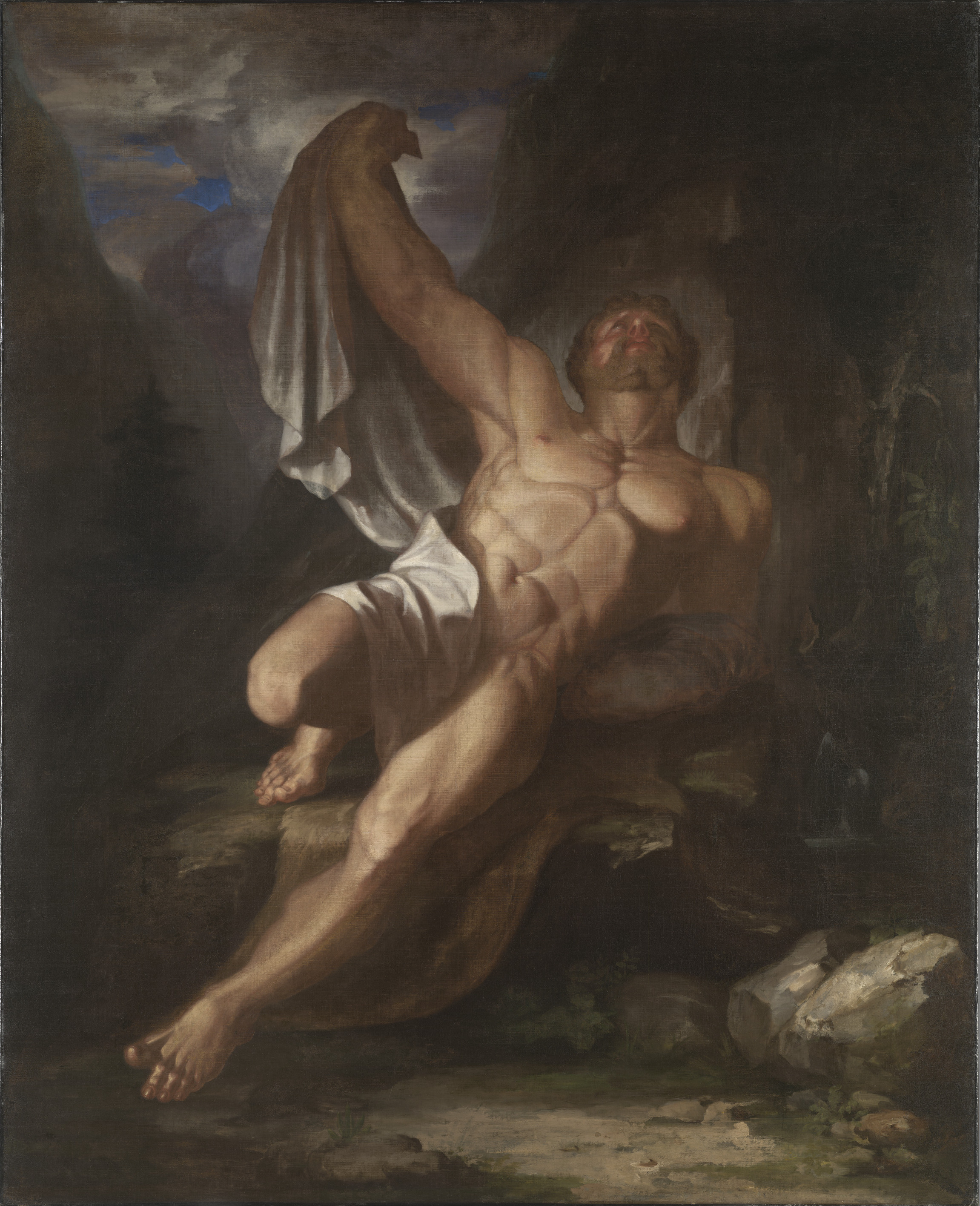
S. Morse, Ercole morente, circa 1821, Yale University Art Gallery

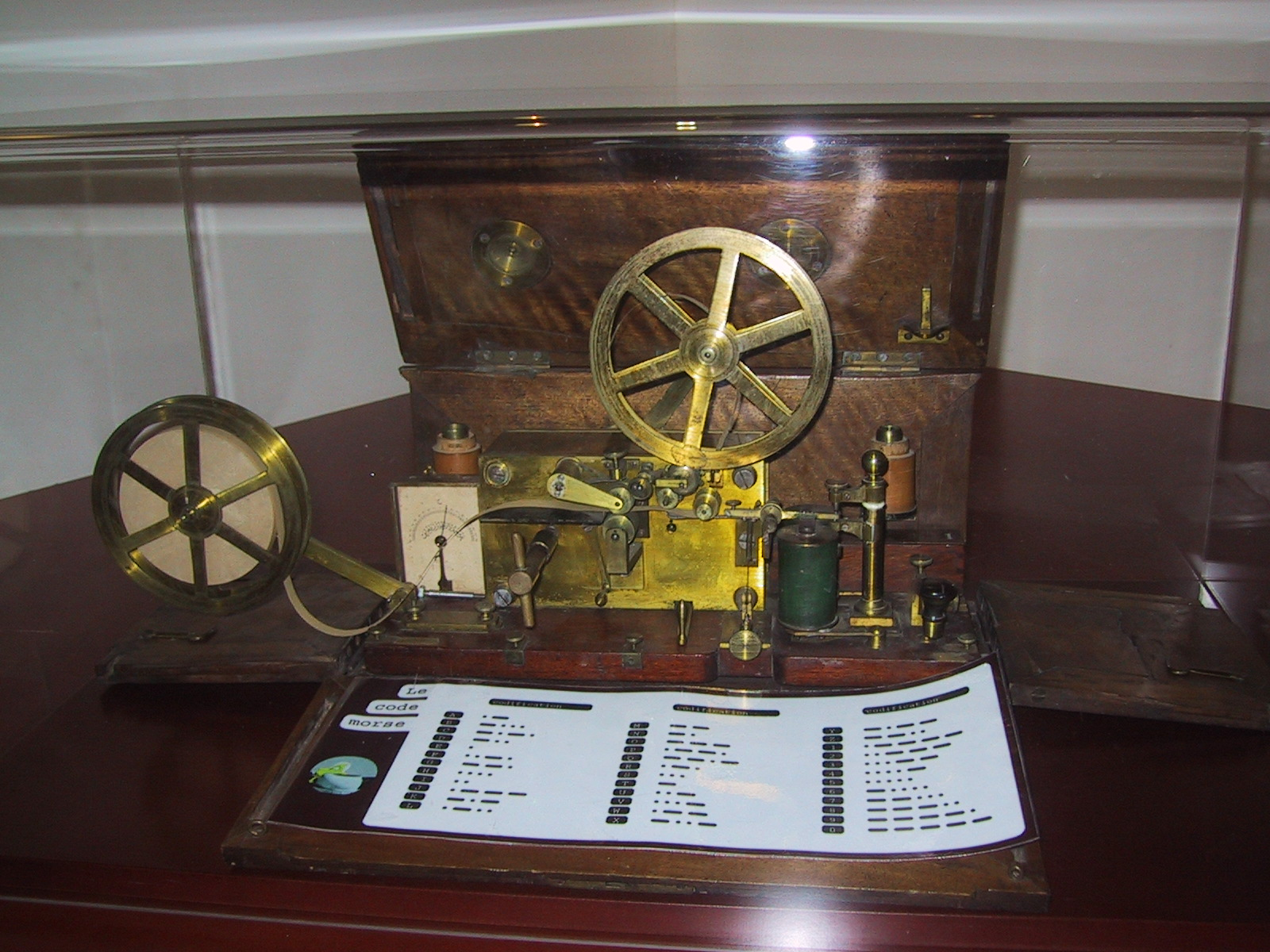
Il telegrafo di Morse (1837; esemplare alla Cité des télécoms di Pleumeur-Bodou)

Rientrato negli Stati Uniti, nel 1825 contribuì a fondare a New York la National Academy of Design. In quegli stessi anni continuò a dipingere, dedicandosi anche all'insegnamento di pittura e scultura alla New York University. Fra il 1824 e il 1825 ospitò nel suo studio il pittore Erastus Salisbury Field, che verrà ricordato per essere stato uno dei più noti pittori itineranti statunitensi.
Si trasferì poi a Roma, dove soggiornò dal 20 febbraio 1830 al 5 gennaio 1831 nel Palazzo Capilupi, sulla cui facciata una targa ricorda l'evento. Fu solo fra il 1832 e il 1836 che prese a occuparsi di esperimenti chimici ed elettrici, mettendo a punto un apparecchio telegrafico elettromagnetico che, peraltro, non riuscì a brevettare in Europa, ma soltanto negli Stati Uniti, grazie a una notifica presentata all'ufficio brevetti di Washington. Tale brevetto, che mirava a far costruire una linea sperimentale di comunicazione tra Washington e Baltimora lungo la linea ferrata, poté esser finanziato grazie all'intercessione di un certo Smith. 
Alcuni anni dopo (1843), il Congresso statunitense gli assegnò i fondi per costruire, per la Western Union, la linea telegrafica che congiungeva in via sperimentale Washington a Baltimora, nel Maryland. Il 24 maggio 1844 riuscì a inviare il primo messaggio telegrafico in codice Morse, battendo (si dice) una citazione biblica che recitava: "What Hath God Wrought!" ("Cosa Dio ha creato!"). La collaborazione con Alfred Vail si trasformò dapprima in rivalità e successivamente in un aspro contenzioso giudiziario. Soltanto dopo numerose cause legali, Morse ottenne il riconoscimento della sua invenzione.

## L'invenzione del telegrafo
Nel 1825 la città di New York aveva incaricato Morse di dipingere un ritratto di Lafayette a Washington, D.C. Mentre Morse dipingeva, un messaggero a cavallo gli consegnò una lettera di suo padre che diceva: "La tua cara moglie è in convalescenza". Il giorno seguente ricevette una lettera da suo padre che riportava la morte improvvisa della moglie. Morse lasciò immediatamente Washington per rientrare alla sua casa di New Haven, lasciando incompiuto il ritratto di Lafayette. Quando arrivò, sua moglie era già stata sepolta. Col cuore spezzato, visto che per giorni non era stato a conoscenza della mancanza di salute della moglie e della sua morte, decise di studiare un veloce mezzo di comunicazione per le lunghe distanze.
Mentre tornava in nave dall'Europa nel 1832, Morse incontrò Charles Thomas Jackson di Boston, una persona esperta nel campo del magnetismo. Testimone di vari esperimenti con l'elettromagnete di Jackson, Morse sviluppò il concetto di un telegrafo a filo singolo. Il telegrafo originale di Morse, presentato con la sua domanda di brevetto, fa parte delle collezioni del National Museum of American History presso la Smithsonian Institution. Col tempo il codice Morse, che sviluppò, sarebbe diventato la lingua principale della telegrafia nel mondo. È ancora lo standard per la trasmissione ritmica dei dati.
Nel frattempo William Cooke e il professor Charles Wheatstone avevano appreso dell'invenzione del telegrafo elettromagnetico di Wilhelm Weber e Carl Gauss nel 1833. Avevano raggiunto la fase di lancio di un telegrafo commerciale prima di Morse, ma nonostante questo partirono dopo di lui. Nel Regno Unito, Cooke fu affascinato dalla telegrafia elettrica nel 1836, quattro anni dopo Morse. Aiutato dalle sue maggiori risorse finanziarie, Cooke abbandonò i suoi studi principali di anatomia e costruì un piccolo telegrafo elettrico in tre settimane. Wheatstone stava anche sperimentando la telegrafia e soprattutto aveva capito che una singola grande batteria non avrebbe portato un segnale telegrafico su lunghe distanze. Teorizzò che numerose batterie di piccole dimensioni avrebbero avuto molto più successo ed efficienza in questo compito (Wheatstone stava prendendo le mosse dalla ricerca primaria di Joseph Henry, un fisico statunitense). Cooke e Wheatstone formarono una partnership e brevettarono il telegrafo elettrico nel maggio 1837 e in breve tempo fornirono alla Great Western Railway un tratto di telegrafo di 21 km. Tuttavia, nel giro di pochi anni, il metodo di segnalazione a fili multipli di Cooke e Wheatstone sarebbe stato superato dal metodo più economico di Morse.
In una lettera del 1848 a un amico, Morse descrisse con quanto vigore dovette lottare per essere considerato l'unico inventore del telegrafo elettromagnetico nonostante le precedenti invenzioni.